# Biston hasegawai
Biston hasegawai là một loài bướm đêm trong họ Geometridae.